# 錣屋根

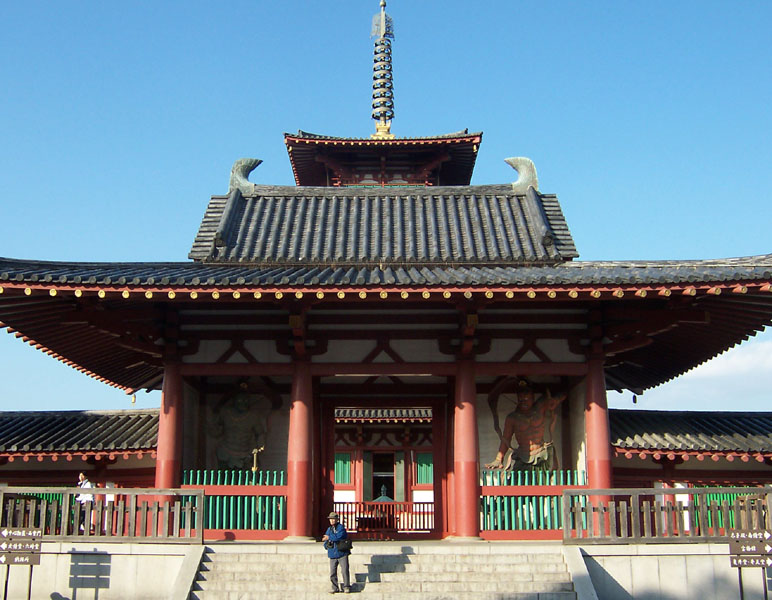
錣屋根の例（四天王寺・大阪府大阪市天王寺区）

錣屋根（しころやね）とは、屋根形状の一つ。その葺き方のことを錣葺き（しころぶき）という。

## 概要
大棟から軒まで一枚の面ではなく、一段の区切りをつけてすぐその下から軒までを葺く形式である。切妻造の屋根の4方向に葺き下ろしの屋根（庇とも）を付けたものと解釈されることがあるが、東大寺念仏堂のように寄棟造の屋根にも用いられている。切妻を上部に用いた場合は、入母屋造の屋根と同じような外観となる。
錣（しころ）とは、兜や頭巾などの下部に布や縅などを垂らし後頭部を保護する覆いのことで、建築では板に段をつけて並べたもの「羽板（はいた）、鎧板（よろいいた）」のことを「錣板（しころいた）」ともいう。これを応用し、庇の屋根板を羽板の要領で葺いたものを「錣庇（しころびさし）」という。

### 用例
錣屋根を用いたものとして最古のものと見られているものに、法隆寺にある玉虫厨子（奈良前期）がある。建築では、大阪にある四天王寺金堂の2重目屋根や京都御所の紫宸殿などがこの形式である。